# Emanuel Blume
Ivar Emanuel Blume, född 5 augusti 1984 i Högsbo, är en svensk vissångare och författare, boende i Vänersborg. Hans mor Eva Blume har ett förflutet i visgruppen Andra bullar.

## Musik
Blume gjort sig känd som en av de första moderna vissångare sedan 1970-talet som kombinerat popmusik med miljöengagemang. Han började sin bana som vissångare runt 2002 och har sedan dess gått mer mot textbaserad pop snarare än traditionell visa. Blume har jämförts i pressen med Lars Winnerbäck och Dan Berglund.
För att spela vispop behandlar Emanuel Blume relativt tunga ämnen, blandat med mer konventionella kärlekssånger. På senaste albumet Inte riktigt än handlar texterna om exempelvis könsroller, krossad kärlek, miljöförstöring, tillsatser i mat och deprimerade tonårstjejer. Genremässigt rör sig Emanuel Blume mellan vispop, rock och folkmusik. På senaste albumet finns dessutom inslag av reggae, blues och experimentell synt. De låtar som spelats mest i radio är framförallt av popkaraktär.
Mellan 2006 och 2008 var Emanuel Blume sångare och del i Gräsrotsorkestern, som spelade musik av honom, Emma Lilliestam och Therese Larsson. Huvudmedlemmar i Gräsrotsorkestern var Emanuel Blume (sång och gitarr), Fia Johanessen (fiol), Therese Larsson (bas och sång), Almina Isberg (rytm, munspel och sång), Ross Linscott (cello, flöjt och rytm) och Emma Lilliestam (keyboard och sång). Gräsrotsorkestern hade sin sista spelning i september 2008 i samband med European Social Forum.

## Skrivande
Blume debuterade som författare med novellerna Koma och Valrossen på förlaget Swedish Zombie, samt diktsamlingen Spårvagnar på Typ förlag, 2015. 2016 romandebuterade han med science fiction-boken Nomadplaneten, som publicerades på Typ förlag.  2022 publicerades ungdomdsskräckromanen Nagriljärerna av Lehto Spel & Media av förläggare Daniel Lehto.  
Handlingen i Nomadplaneten kretsar kring en rymdexpedition i början av 2100-talet. Boken kan beskrivas som "hård science fiction", vilket innebär att den utspelar sig i vårt verkliga universum och vilar på vetenskaplig grund. Blume själv är utbildad fysiker och har bland annat arbetat på Slottsskogsobservatoriet i Göteborg. Nagriljärerna utspelar sig huvudsakligen i Västsverige på 1990-talet och handlar om en grupp rollspelande ungdomar, där gränsen mellan vad som är rollspel och vad som är verklighet suddas ut.  

## Diskografi
- Inte riktigt än (2012)
- Vår revolution (2007)